# Li Jüan-čchao
Li Jüan-čchao (čínsky pchin-jinem Lǐ Yuáncháo, znaky 李源潮‎; * 20. listopadu 1950 Lien-šuej) je bývalý čínský politik. V letech 2013–2018 byl viceprezidentem Číny a čestným prezidentem čínské společnosti Červeného kříže. V letech 2007–2012 byl členem sekretariátu ústředního výboru Komunistické strany Číny a vedoucím jejího organizačního oddělení. V letech 2002–2007 působil jako tajemník Komunistické strany Číny v Ťiang-su, nejvyšší představitel oblasti s významným hospodářským rozvojem. V letech 2007–2017 byl po dvě funkční období členem politbyra ústředního výboru Komunistické strany Číny.
Hrál důležitou roli v čínské ekonomické reformě za vlády vůdců Tenga Siao-pchinga a Čchena Jüna.

## Osobní život
Narodil se v roce 1950 v Lien-šuej ve městě Chuaj-an Li Kan-čchengovi, funkcionáři komunistické strany a pozdějšímu místostarostovi Šanghaje, a Lü Ťi-jing, komunistické revolucionářce z Šu-jangu. Byl jejich čtvrtým synem a dostal jméno Jüan-čchao podle „kampaně na pomoc Severní Koreji“. Navštěvoval střední školu v Šanghaji, kde maturoval v roce 1966, krátce před kulturní revolucí. Během kulturní revoluce pracoval v Ta-feng, kde vykonával manuální práce.
V roce 1973 byl doporučen ke studiu matematiky na Východočínské pedagogické univerzitě. Poté pracoval jako učitel na střední škole Nan-čchang v Šanghaji a následně jako instruktor na průmyslové odborné škole v Lu-wan. Po obnovení jednotných státních přijímacích zkoušek na vysoké školy byl přijat ke studiu matematiky na univerzitě Fu-tan. V červnu 1978 vstoupil do Komunistické strany Číny. Po ukončení studia v roce 1981 zůstal na univerzitě Fu-tan učit jako lektor.
Formou dálkového studia získal magisterský titul na Pekingské univerzitě pod vedením ekonoma Li I-ninga.
V roce 1998 získal doktorský titul v oboru práva na Stranické škole ústředního výboru Komunistické strany Číny.
V březnu 2019 agentura Agence France-Presse informovala, že 20 odstavců jeho doktorské práce bylo plagiátem práce, kterou napsal Čang Min-keng.
V roce 2001 absolvoval stáž na Harvard Kennedy School na Harvardově univerzitě.

## Politbyro
Během XVIII. sjezdu Komunistické strany Číny v roce 2012 byl považován za kandidáta na povýšení do stálého výboru politbyra, ale bývalý generální tajemník Ťiang Ce-min mu v tom zabránil, což bylo považováno za velkou porážku Chu Ťin-tchaa. Nadále však působil v 25členném politbyru, do kterého byl poprvé zvolen v roce 2007.